# JoAnne Sellar
JoAnne Sellar (1963) é uma produtora britânica. Conhecida pela produção em parceria com Paul Thomas Anderson, foi indicada ao Oscar de melhor filme na edição de 2018 pela realização da obra Phantom Thread.

## Filmografia
- Phantom Thread (2017)
- Inherent Vice (2014)
- The Master (2012)
- Dark Blood (2012)
- There Will Be Blood (2008)
- The Wicker Man (2006)
- Punch-Drunk Love (2002)
- The Anniversary Party (2001)
- Magnolia (1999)
- Boogie Nights (1997)
- Lord of Illusions (1995)